# 中国行星探测工程
中国行星探测工程（英語： Planetary Exploration of China），是中华人民共和国国家航天局的太阳系行星探测工程，其系列任务被命名为天问，于2016年1月11日正式立项。
中国行星探测工程以火星作为首个目标，首次任务天问一号于2020年7月23日在海南文昌航天发射场由长征五号运载火箭成功发射。2021年2月10日，天问一号顺利实施近火制动，成功进入环火轨道，成为中国第一颗人造火星卫星。北京时间2021年5月15日7时18分，天问一号着陆器携带祝融号火星车成功着陆于火星乌托邦平原南部预选着陆区，中国成为第二个完全成功着陆地外行星的国家。
未来，中国行星探测工程将实施近地小行星取样返回和主带彗星环绕探测、火星取样返回以及木星系环绕探测和行星穿越探测任务，前四個探测器将在2030年前陆续发射。

## 历史

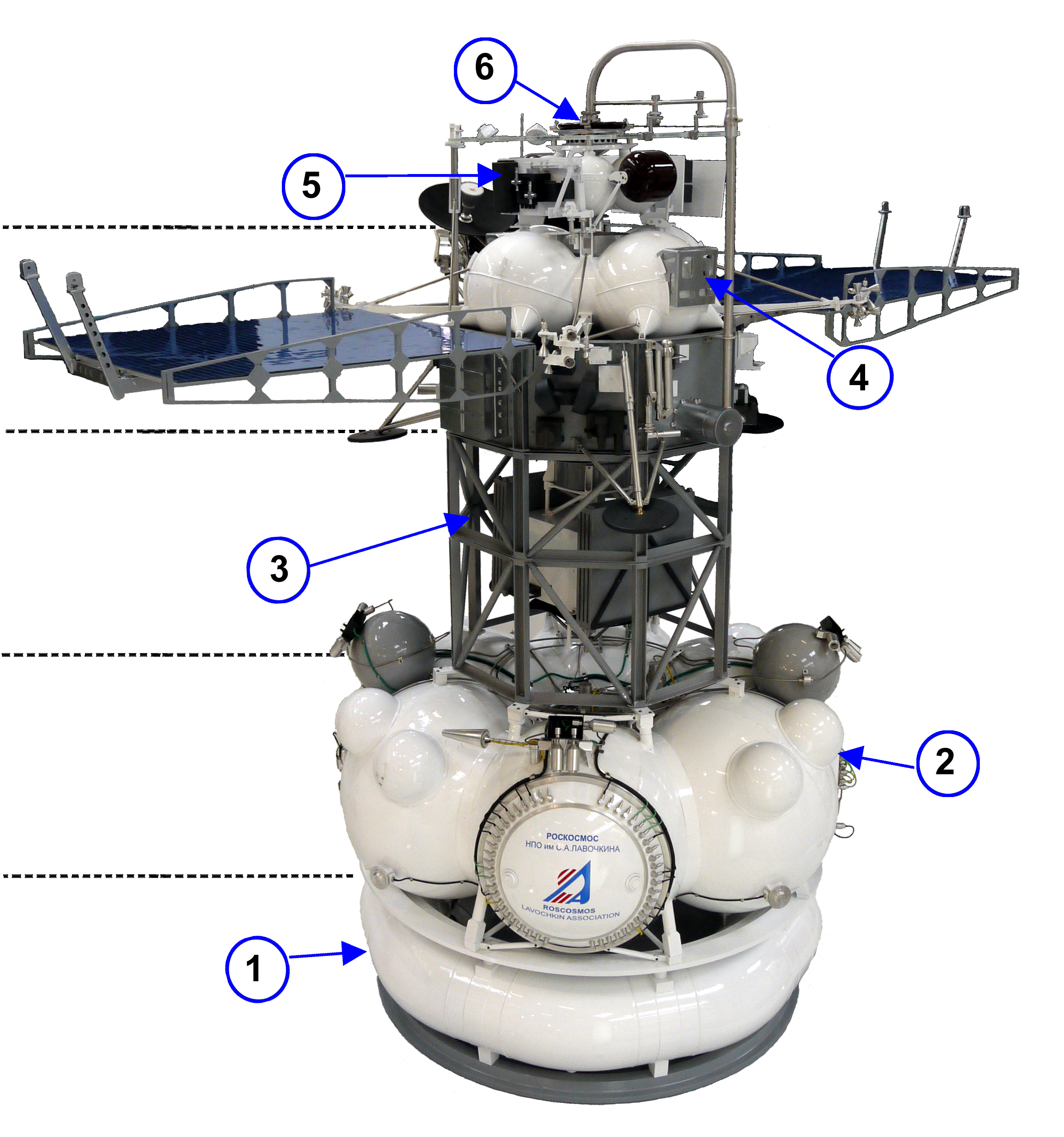
福布斯-土壤探测器，编号3的部件即为萤火一号。

中国的首次行星探测尝试始于2011年的萤火一号任务。萤火一号作为中国的首颗火星探测器，搭载于联邦航天局福布斯-土壤之上，于2011年11月9日从拜科努尔发射场发射，原设计寿命两年，主要科学探测目标是对火星的空间磁场、电离层和粒子分布变化规律，以及火星大气离子逃逸率进行探测。然而因为俄罗斯负责的部分出现故障导致失败，探测器最終于2012年1月15日再入地球大气层并坠毁于太平洋海域。尽管萤火一号任务失败，但它为未来的中国自主火星探测培养了人才队伍和奠定了基础，中国自此开始走上独立自主的火星探索之路，并将首次独立火星任务本应分两步、甚至三步走的“绕、落、巡”计划，合并在一次实施。

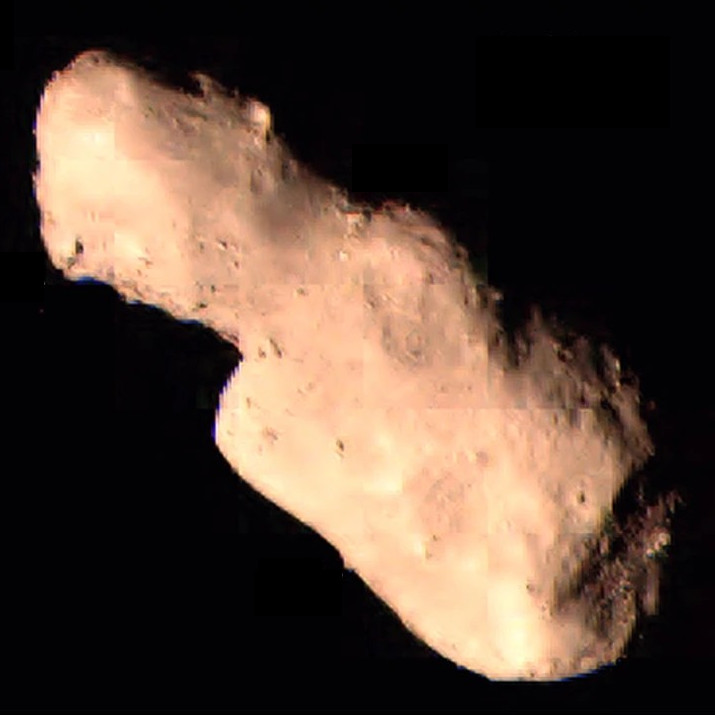
嫦娥二号探测器拍摄到的4179号小行星照片

2012年12月13日，中国的嫦娥二号探测器在月球探测后的后续任务中，在距离地球700万公里处以3.2公里的最近距离飞掠小行星4179并拍照记录，成为中国首个行星际探测器。
2016年4月22日，时任国家航天局局长许达哲在首个中国航天日来临前透露中国的火星探测任务已于当年1月11日获批，将在2020年前后发射火星探测器，一步实现绕火星的探测和着陆巡视。同年8月23日，国家国防科工局探月与航天工程中心发布中国首个火星探测器和火星车外观设计构型图，并启动中国火星探测工程名称和图形标识全球征集活动，标志着中国火星探测任务的全面公开。
2016年10月至2017年8月期间，中国科学家利用中国深空站对在木星轨道运行的朱诺号探测器进行了多次跟踪与测量，表明中国已拥有了远至地-木距离的深空测控能力，为未来的行星探测计划做好了准备。
2019年11月14日，国家航天局在位于河北省怀来县的地外天体着陆综合试验场完成首次火星探测任务着陆器悬停避障试验，并邀请了部分外国驻华使馆及国际组织人员观摩试验并参观相关试验设施。
2020年4月24日，国家航天局在2020年中国航天日启动仪式上宣布了行星探测工程的名称与图形标识，将中国行星探测任务命名为“天问”，将中国首次独立火星探测任务同时也是中国行星探测工程的首次任务命名为“天问一号”。
首次任务天问一号于2020年7月23日在海南文昌航天发射场由长征五号运载火箭成功发射，探测器于2021年2月10日成功进入环火轨道。2021年5月15日7时18分，天问一号着陆器携带祝融号火星车成功着陆于火星乌托邦平原南部预选着陆区。5月22日10时40分，祝融号火星车安全驶离着陆平台，到达火星表面，开始巡视探测。6月11日，国家航天局公布了由祝融号火星车拍摄的首批高清科学影像图并宣布中国首次火星探测任务，同时也是中国行星探测工程的首次任务取得圆满成功。
2021年6月12日，国家航天局在新闻发布会上宣布中国行星探测工程将在2030年前实施近地小行星取样返回和主带彗星环绕探测、火星取样返回以及木星系环绕探测和行星穿越探测任务。

## 任务公布与命名
「天問」一詞取材來自「楚辭」由屈原所創作的長詩「天問」，表达了中华民族对真理追求的坚韧与执着，体现了对自然和宇宙空间探索的文化传承，寓意探求科学真理征途漫漫，追求科技创新永无止境。行星任務將會以此為命名方向（只是編號不同）。
中国行星探测工程图形标识为“揽星九天”，八大行星的椭圆轨道构成C形，代表中国行星探测（China）、国际合作精神（Cooperation）、深空探测进入太空的能力（C3）。

## 相关设施

### 发射场

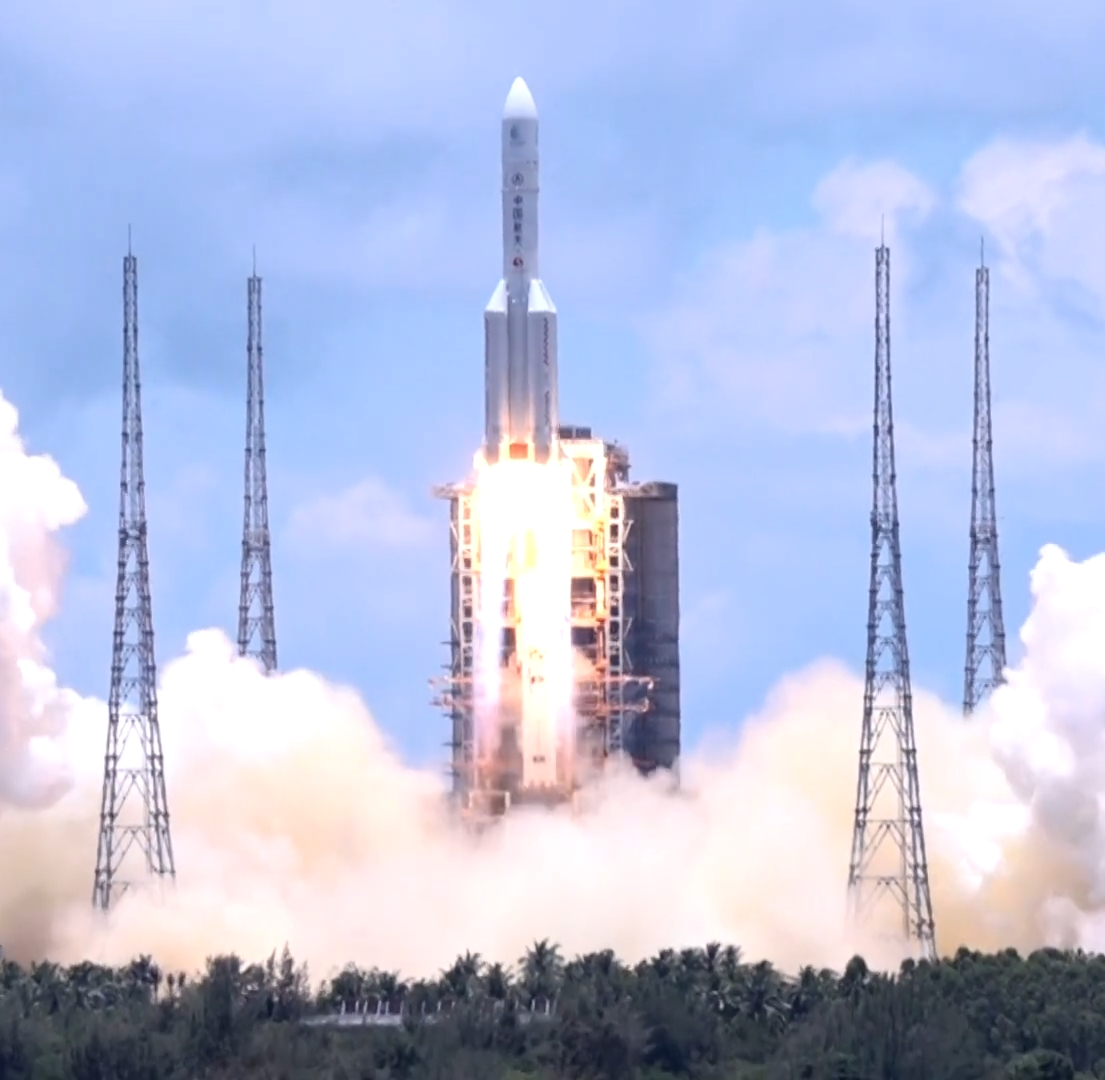
天问一号于2020年7月23日在文昌航天发射场成功发射

#### 中国文昌航天发射场
文昌航天发射场位于海南省文昌市龙楼镇，于2014年10月中旬建成，是中国最先进的火箭发射设施。
该发射场目前是唯一可以发射中国运载能力最强的长征五号系列火箭的航天发射场，可以提供最高的深空探测运载能力。
中国行星探测工程的首个任务天问一号即为自文昌航天发射场发射。

#### 中国西昌航天发射场
该发射场是中国唯一可以发射长征三号系列火箭的航天发射场，是中国除文昌航天发射场外最重要的高轨卫星发射基地。天问二号小行星探测器自该发射场发射。

### 支持设施

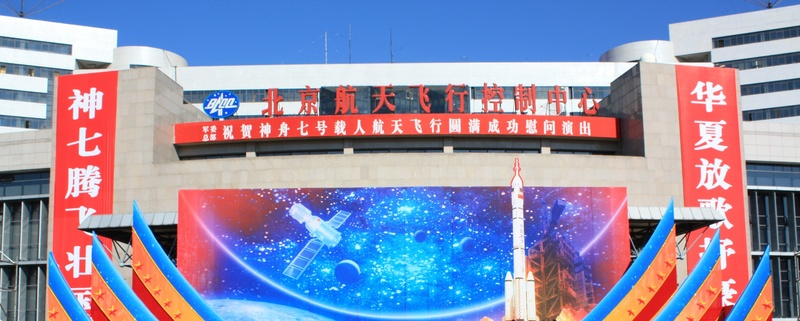
北京航天飞行控制中心

#### 指挥中心
北京航天飞行控制中心是中国深空探测工程飞行控制任务的指挥中心，在深空任务中担任指挥决策中心、控制计算中心、数据处理中心、信息交换中心和飞行器长期管理中心。

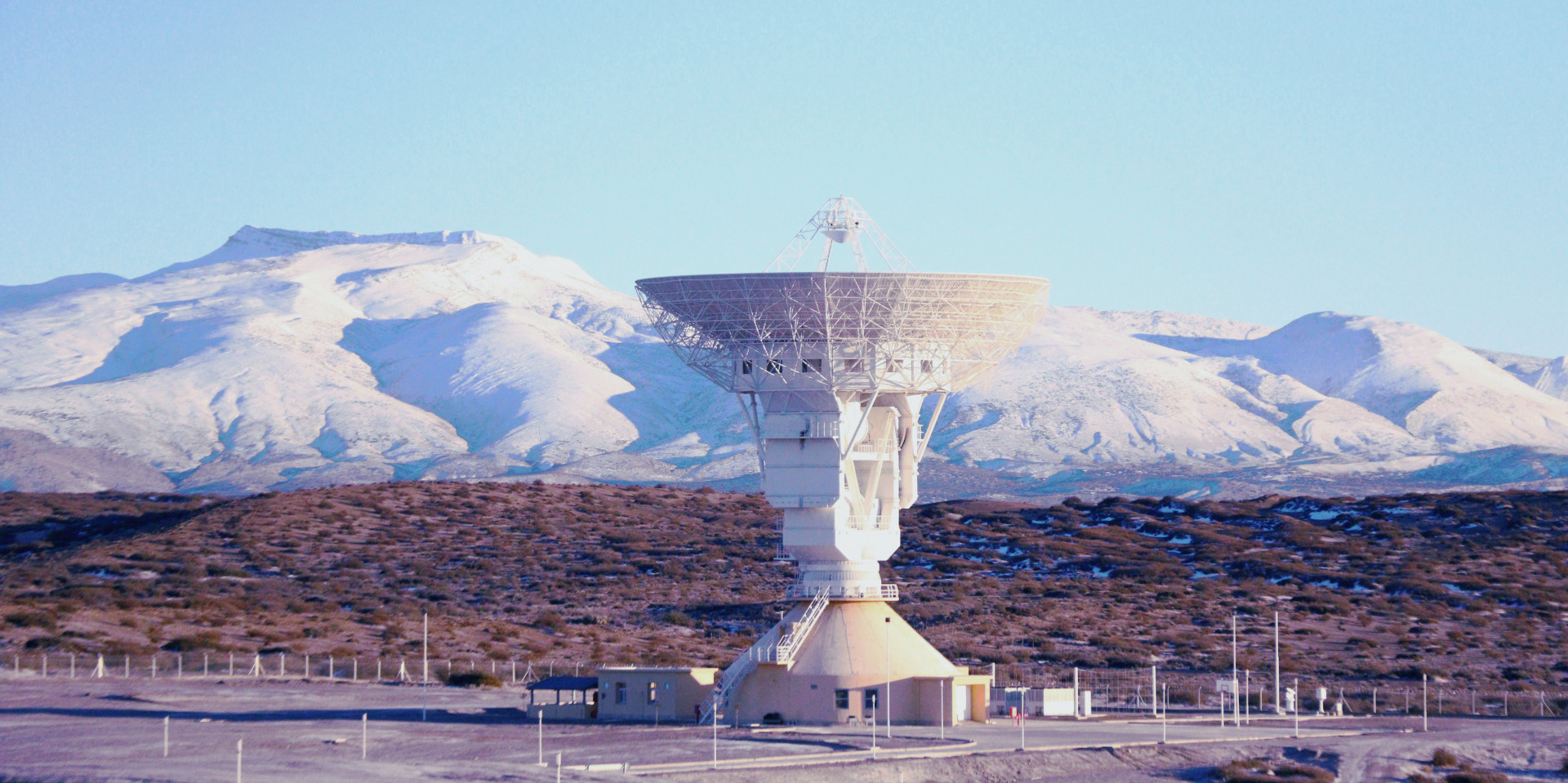
位于阿根廷内乌肯省的阿根廷深空站

#### 中国深空测控网
中国深空测控网是支持深空探测任务实施的核心系统，负责参与中国行星探测任务的设施包括：
- 中国西安卫星测控中心 ：是中国组建最早、规模最大、功能最全的航天器测控与管理中心，参与任务的深空测控站均由中国卫星发射测控系统部所属中国西安卫星测控中心负责运行管理。[21]
- 佳木斯深空测控站：位于黑龙江省佳木斯市，拥有一座66米直径天线，于2012年建成。
- 喀什深空测控站：位于新疆喀什市，于2020年完全建成，拥有四座35米的深空天线组阵系统，达到等效66米口径天线的数据接收能力，是中国首个深空天线组阵系统。[22]
- 阿根廷深空站：位于阿根廷内乌肯省拉斯拉哈斯市，拥有一座35米直径天线，于2017年落成并投入使用，是中国在海外的首个深空测控站。[23]

#### 地外天体着陆综合试验场
位于河北省怀来县，是亚洲最大的地外天体着陆综合试验场。
整个设施由六个140米高的塔架组成，通过上方的环形盘架连接成柱形的钢体结构，形成的内圈直径120米，空间足以满足模拟火星降落过程所需要的空间，在中间，通过36根钢缆固定核心部件随动盘，随动盘下面垂吊着火星探测器。
整套系统由随动盘、钢丝绞车牵引设备和部分电气机械设备组成，可以在地球上模拟出类似火星的低重力环境，同时记录试验过程中着陆器的运动轨迹和相关数据。

## 任务计划

### 火星探测

#### 天问一号

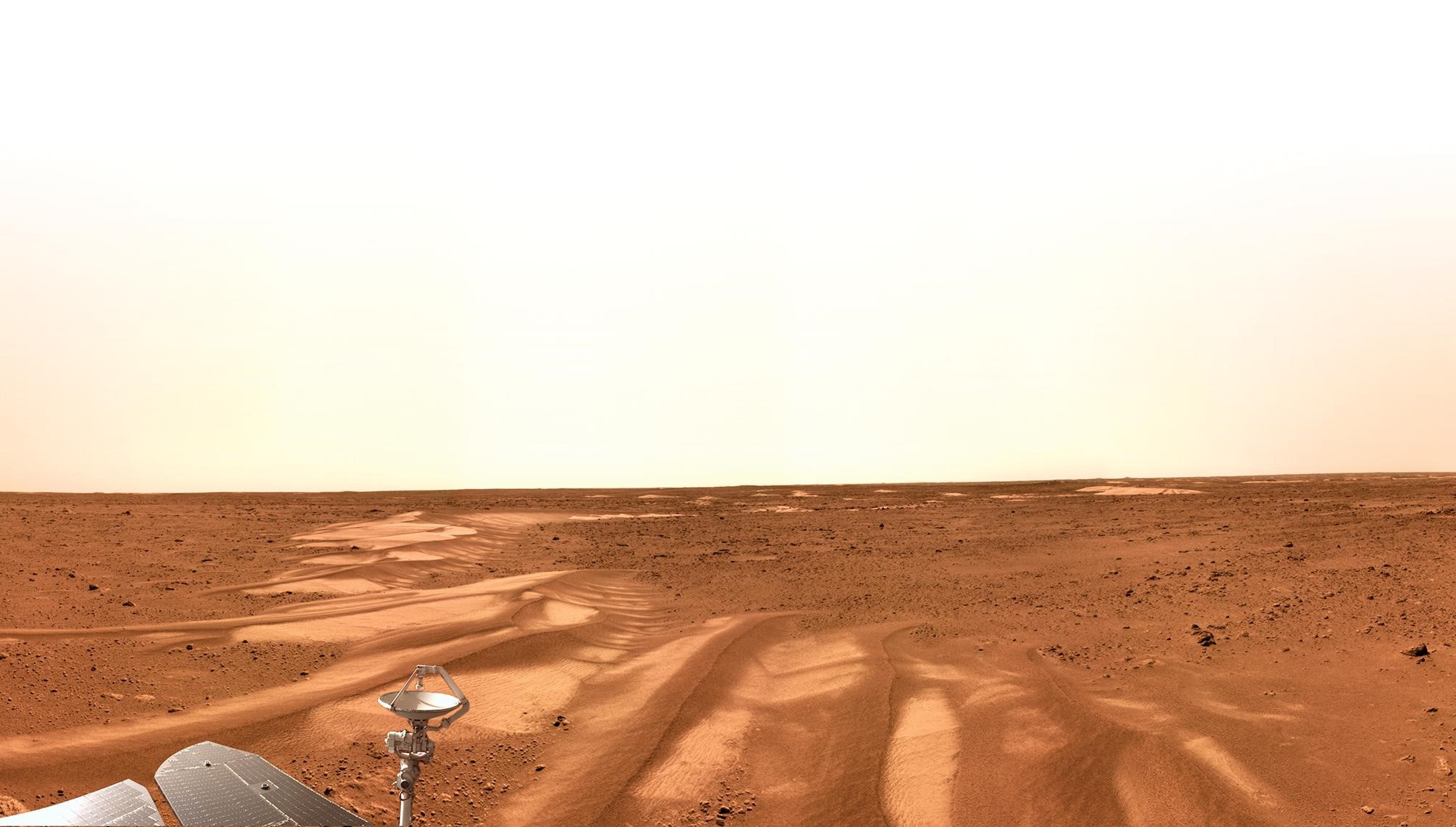
祝融号火星车拍摄的火星表面

作为中国行星探测工程的首个任务，天问一号计划一步实现绕火星的探测和着陆巡视。2020年7月23日，天问一号在海南文昌航天发射场由长征五号运载火箭成功发射并顺利进入地火转移轨道。
2021年2月10日，在经过了202天的飞行后，天问一号顺利实施近火制动，成功进入环火轨道，成为中国第一颗人造火星卫星。其携带的巡视器在2021年中国航天日启动暨中国航天大会开幕仪式上被命名为“祝融号”。
北京时间5月15日7时18分，天问一号着陆器携带祝融号火星车成功着陆于火星乌托邦平原南部预选着陆区，中国成为第二个完全成功着陆火星的国家。
北京时间5月22日10时40分，祝融号火星车安全驶离着陆平台，到达火星表面，开始巡视探测。
2021年6月11日，国家航天局公布了由祝融号火星车拍摄的首批科学影像图，标志着中国首次火星探测任务取得圆满成功。

#### 中国火星采样返回任务
中国火星采样返回任务将基于2019年的嫦娥五号月球采样返回任务以及2020年7至8月的天问一号火星“绕、落、巡”探测器的成功与否推进研制。计划由轨道器、巡视器、上升器、着陆器、返回舱五个部分组成。结构基于嫦娥五号月球采样返回任务设计。计划于2028年前后从海南文昌航天发射场发射，翌年抵达火星。轨道器/返回舱与巡视器/上升器/着陆器分离，轨道器/返回舱停留在火星近轨道，而巡视器/上升器/着陆器在火星表面进行推动力软着陆。巡视器（火星车）在火星表面采集岩土样本，存进上升器，上升器再从火星表面发射升空进入火星近轨道，经过变轨后与轨道器/返回舱交会对接，将样本输推进返回舱中，而后上升器脱离轨道器/返回舱。轨道器再次点火，携带返回舱进入火星-地球转移轨道。年后接近地球时，轨道器掉头逆向点火减速，并与返回舱分离，返回舱再入地球大气层，张开降落伞，在中国境内（内蒙古）进行软着陆，带回火星岩土样本。

### 近地小行星采样返回及主带彗星绕飞探測

#### 天问二号
2025年5月29日1时31分，长征三号乙Y110运载火箭成功将天问二号探测器发射升空并将探测器送入地球至小行星2016HO3转移轨道。此后，探测器太阳翼正常展开，发射任务取得圆满成功。
天问二号将实施近地小行星2016HO3采样返回任务，预计将在2027年底将样本带回地球，随后将继续飞往主带彗星311P，预计将于2035年抵达并实行绕飞探测。

### 木星系环绕及行星穿越探测
中国将在2029年左右实行木星系探测任务，计划在实施一次金星飞掠和两次地球飞掠后，将于2035年左右抵达木星，并对其进行环绕探測，最后在2038年左右进入环绕木卫四轨道。该任务包括一个子探测器，将在飞掠木星后继续飞往天王星，预计于2046年左右抵达，并对天王星进行飞掠探测。。

## 任务列表

### 火星探测
| 任务名称   | 发射时间 （北京时间）      | 发射地点       | 运载火箭 | 探测器名称     | 入轨时间 （北京时间） | 着火时间 （北京时间） | 着火地点                                     | 工作时长 | 状态     | 备注                                                 |
| ---------- | -------------------------- | -------------- | -------- | -------------- | --------------------- | --------------------- | -------------------------------------------- | -------- | -------- | ---------------------------------------------------- |
| 已实施     |                            |                |          |                |                       |                       |                                              |          |          |                                                      |
| 天问一号   | 2020年7月23日 12时41分15秒 | 文昌航天发射场 | 长征五号 | 天问一号轨道器 | 2021年2月10日         | —                     | —                                            | 1594天   | 仍在运作 |                                                      |
| 天问一号   | 2020年7月23日 12时41分15秒 | 文昌航天发射场 | 长征五号 | 天问一号着陆器 | 2021年2月10日         | 2021年5月15日 7时18分 | 乌托邦平原 25°06′N 109°54′E / 25.1°N 109.9°E | 3小时    | 成功     | 着陆器不搭载科学仪器，已于着陆结束后按计划停止运作。 |
| 天问一号   | 2020年7月23日 12时41分15秒 | 文昌航天发射场 | 长征五号 | 祝融号火星车   | 2021年2月10日         | 2021年5月15日 7时18分 | 乌托邦平原 25°06′N 109°54′E / 25.1°N 109.9°E | 368天    | 成功     | 于北京时间5月22日10时40分驶离着陆平台到达火星表面    |
| ↓ 计划中 ↓ |                            |                |          |                |                       |                       |                                              |          |          |                                                      |
| 天问三号   | 2028年                     | 文昌航天发射场 | 长征五号 | 轨返组合体     | 2029年                | —                     | —                                            | —        | —        | 相关方案正按程序履行报批手续                         |
| 天问三号   | 2028年                     | 文昌航天发射场 | 长征五号 | 着上组合体     | —                     | 2030年                | —                                            | —        | —        | 相关方案正按程序履行报批手续                         |

### 小行星探测
| 任务名称 | 发射时间 （北京时间）  | 发射地点         | 运载火箭   | 探测目标       | 入轨时间 （北京时间） | 工作时长     | 采样返回时间 （北京时间） | 状态 | 备注          |
| -------- | ---------------------- | ---------------- | ---------- | -------------- | --------------------- | ------------ | ------------------------- | ---- | ------------- |
| 已实施   |                        |                  |            |                |                       |              |                           |      |               |
| 天问二号 | 2025年5月29日 01时31分 | 西昌卫星发射中心 | 长征三号乙 | 2016HO3 小行星 | 2026年（预计）        | 一年（预计） | 2027年（预计）            | —    | 前往2016HO3中 |
| 天问二号 | 2025年5月29日 01时31分 | 西昌卫星发射中心 | 长征三号乙 | 311P 主带彗星  | 2035年（预计）        | 待定         | —                         | —    | 前往2016HO3中 |

### 木星探测
| 任务名称   | 发射时间 （北京时间） | 发射地点       | 运载火箭 | 探测器名称   | 入轨时间 （北京时间） | 工作时长 | 状态 | 备注                         |
| ---------- | --------------------- | -------------- | -------- | ------------ | --------------------- | -------- | ---- | ---------------------------- |
| ↓ 计划中 ↓ |                       |                |          |              |                       |          |      |                              |
| 天问四号   | 2029年10月            | 文昌航天发射场 | 长征五号 | 木星系轨道器 | 2035年8月             | —        | —    | 相关方案正按程序履行报批手续 |
| 天问四号   | 2029年10月            | 文昌航天发射场 | 长征五号 | 行星际穿越器 | —                     | —        | —    | 相关方案正按程序履行报批手续 |